# Ferula jaeschkeana
Ferula jaeschkeana là một loài thực vật có hoa trong họ Hoa tán. Loài này được Vatke mô tả khoa học đầu tiên năm 1876.

## Hình ảnh

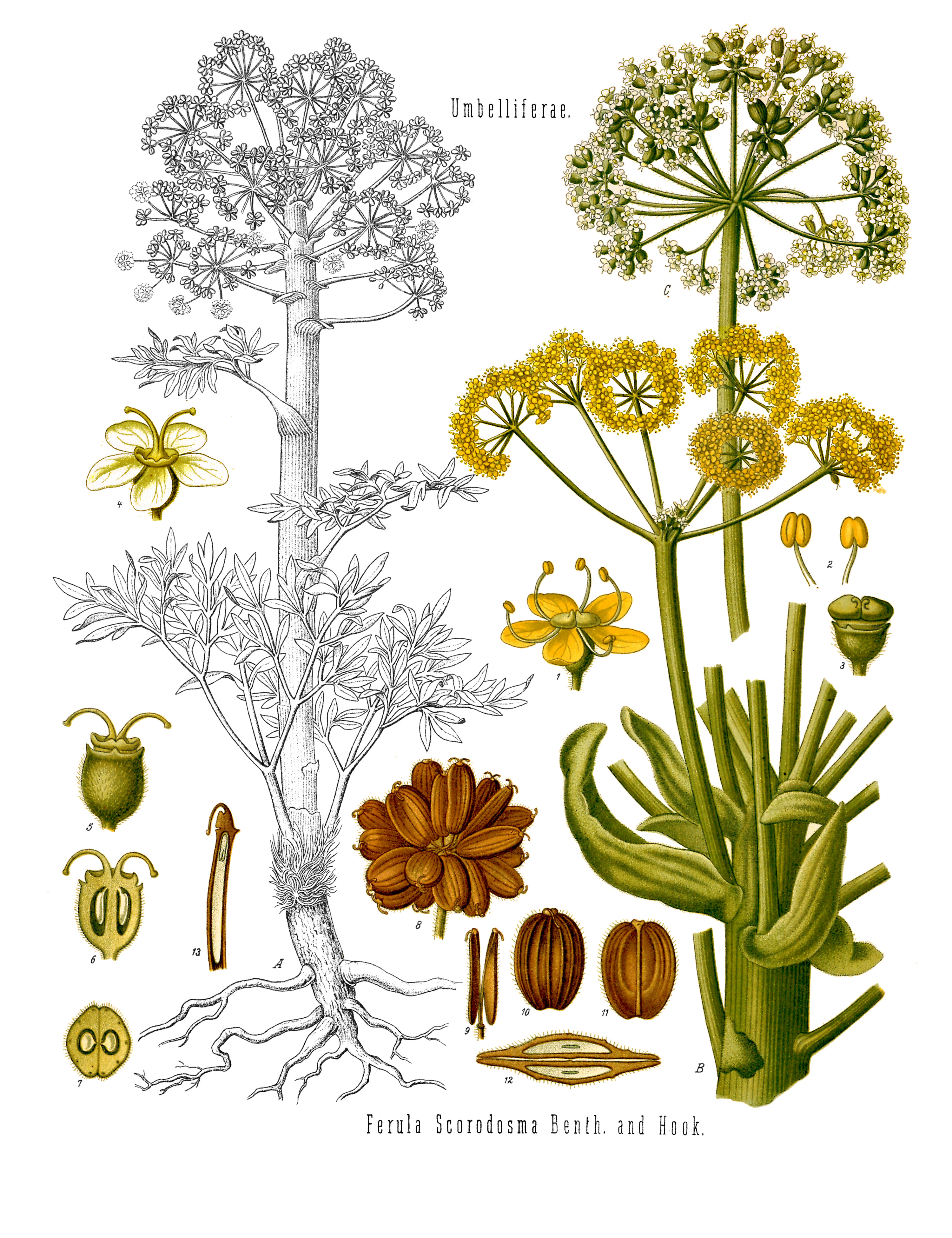
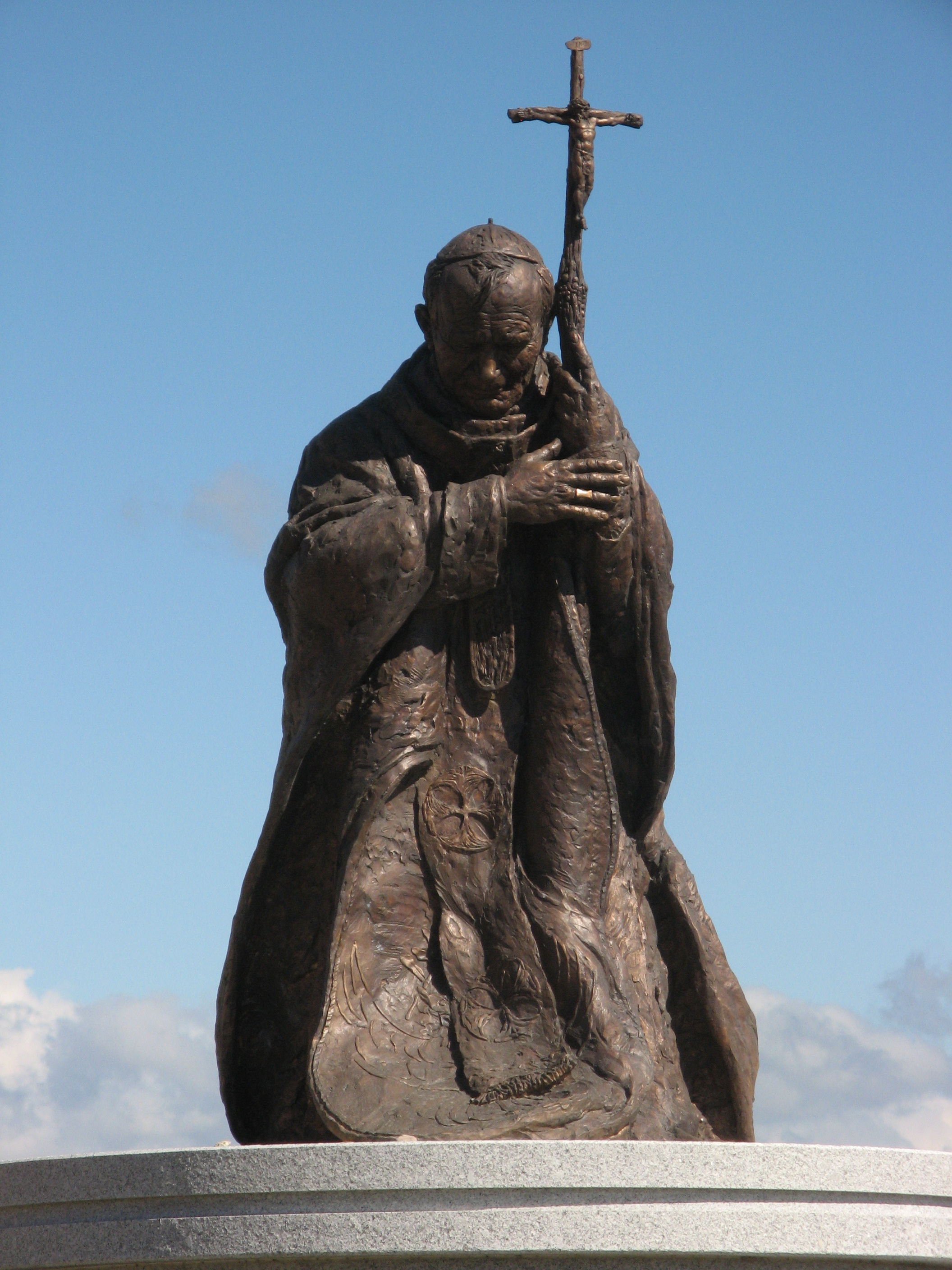
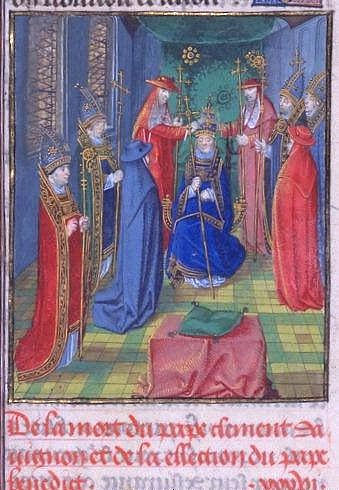
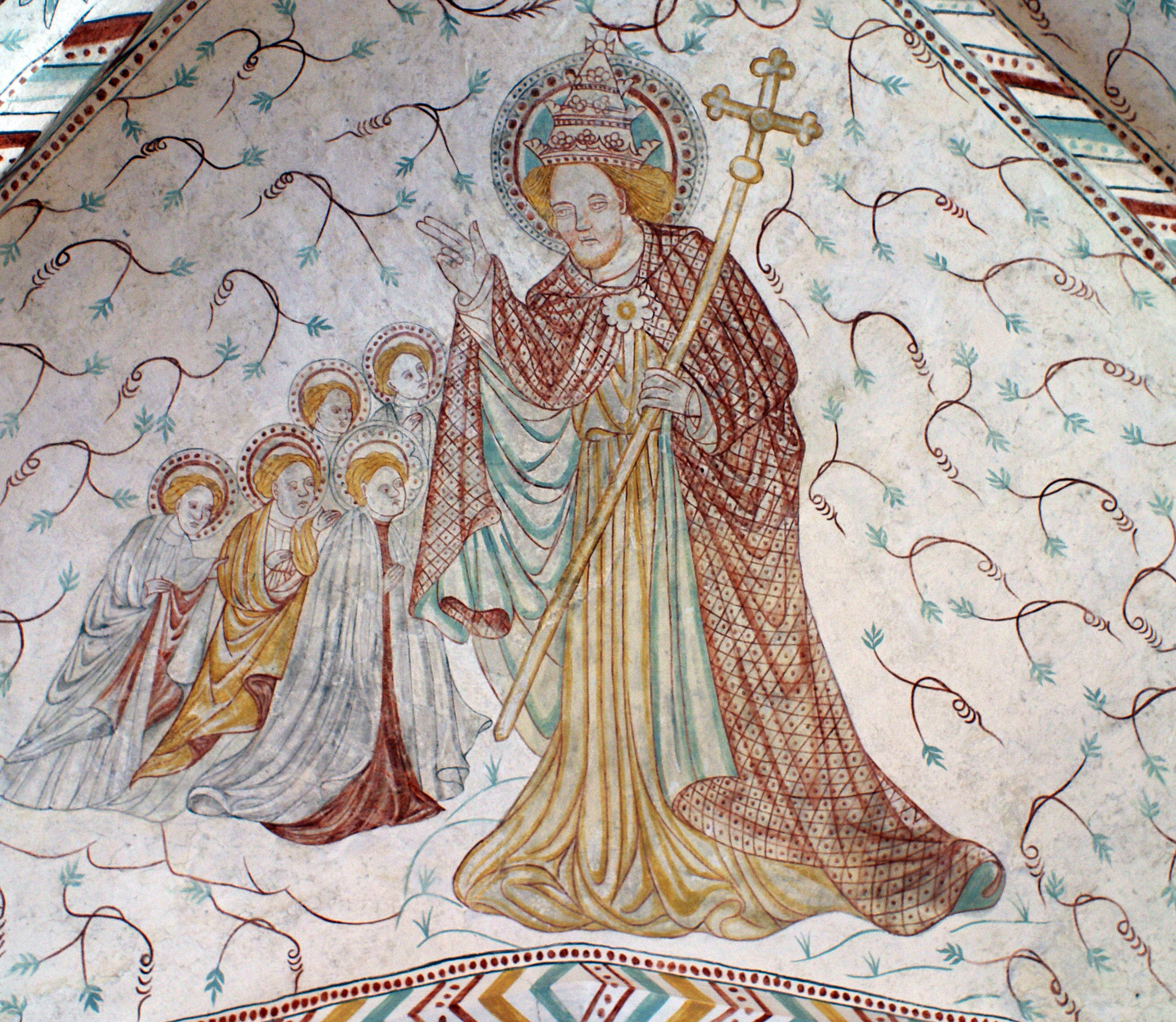